# Pycnanthus maliformis
Pycnanthus maliformis is een zeeanemonensoort uit de familie Actinostolidae.
Pycnanthus maliformis is voor het eerst wetenschappelijk beschreven door McMurrich in 1893.